# Nososticta finisterrae
Nososticta finisterrae là loài chuồn chuồn trong họ Platycnemididae. Loài này được Förster mô tả khoa học đầu tiên năm 1897.